# Casa des de Benito
Casa des de Benito és una obra del poble de Gessa, al municipi de Naut Aran (Vall d'Aran) inclosa a l'Inventari del Patrimoni Arquitectònic de Catalunya.

## Descripció
Antiga porta de casa tapada de paret a paret per una finestra moderna de fusta situada a la part d'alt del pas de la porta. La part d'abaix dels brancals es troba amagada per un revestiment modern de ciment. Els brancals, en la seva part alta on trobem la finestra, presenten un arc en forma de mitja lluna i un xamfrà. La porta, avui dia finestra, presenta, a les dovelles superiors, una ornamentació gravada d'una creu grega dins un cercle i just al seu costat esquerre una creu llatina.